# Shell (Wyoming)
Shell è un census-designated place (CDP) degli Stati Uniti d'America, situato nel Wyoming, nella contea di Big Horn.